# PUBG Studios
PUBG Studio (anciennement PUBG Corporation et Ginno Games) est une entreprise sud-coréenne. Elle est le développeur de la licence PlayerUnknown's Battlegrounds (PUBG) et appartient à Krafton. 

## Historique
En 2015, il a été annoncé que Bluehole (l'ancien nom de Krafton Game Union) ferait l’acquisition de Ginno Games le 27 janvier 2015 et que la vente s'achèverait le 27 mars de la même année. À l'époque, Ginno Games employait 60 personnes. 
Ginno Games a changé de nom d'entreprise pour devenir Bluehole Ginno Games en mai 2015. Mais à la suite du succès de PUBG en 2017, le studio a été rebaptisé PUBG Corporation en septembre 2017. 
Un deuxième bureau a été créé à Madison dans le Wisconsin, à la fin 2017, suivi de deux autres bureaux au Japon et à Amsterdam qui ont ouvert plus tard. 
Le 12 mars 2018, PUBG Corporation a acquis le studio MadGlory, basé à New York, qui a été renommé PUBG MadGlory. Un an plus tard, le fondateur Brendan Greene quitte le développement du jeu pour diriger PlayerUnknown Productions, une division interne de l'entreprise travaillant sur un nouveau jeu appelée Prologue,.
En juin 2019, un nouveau studio appelé Striking Distance a ouvert ses portes avec Glen Schofield, cofondateur de Sledgehammer Games, à sa tête. Striking Distance, dirigé par Schofield en tant que PDG, devrait développer des jeux basés sur la narration dans l'univers de PUBG. Un des projets est dévoilé lors des The Game Awards 2020, The Calisto Protocol est décrit comme étant dans la lignée du jeu vidéo d’horreur Dead Space.
En décembre 2020, à la suite d'une réorganisation stratégique de Krafton, PUBG Corporation fusionne ses activités d’édition pour se concentrer sur le développement de la licence PUBG, le studio est alors renommée PUBG Studio.